# Elecciones presidenciales de Ecuador de 2013
Las elecciones presidenciales de Ecuador de 2013 fue el proceso electoral por el cual se eligió el cargo de Presidente Constitucional y Vicepresidente Constitucional de la República del Ecuador. En la primera etapa, también llamada "primera vuelta", que se llevó a cabo el 17 de febrero de 2013; el presidente Rafael Correa resultó elegido para un nuevo período. Debido al porcentaje de votos alcanzado por Correa (57.17 %), no se hizo necesario un balotaje o "segunda vuelta", el cual se establece en caso de que ningún binomio obtenga más del 40 % de votos y una diferencia de al menos 10 % sobre el segundo binomio, el cual hubiera tenido lugar el 7 de abril de 2013. El 17 de febrero se celebraron también las elecciones legislativas para escoger a 137 miembros de la Asamblea Nacional del Ecuador y las elecciones de los 5 representantes del país al Parlamento Andino.
Todos los porcentajes se han calculado sobre el total de votos válidos (es decir, sin contar votos nulos y en blanco). El Presidente y Vicepresidente de la República electos en estas elecciones tomaron posesión sus funciones el 24 de mayo de 2013, día de la Batalla de Pichincha.

## Antecedentes
El presidente Correa durante su segundo período gozó de alta popularidad, siendo esta incrementada luego de la Crisis Política del 30 de septiembre de 2010, por lo que la candidatura de Correa estaba asegurada, ya que la nueva constitución permitía la reelección inmediata por una sola ocasión, sin contar las elecciones previas a la aprobación de la nueva carta magna. Esto causó controversia en la oposición y críticas en los medios de comunicación, siendo acusado Correa de querer perennizarse en el poder e instaurar un modelo de partido único. La oposición al gobierno de Correa se mantuvo desunida y sin un proyecto político, siendo los partidos tradicionales extinguidos por el Consejo Nacional Electoral por obtener malos resultados electorales y los restantes teniendo únicamente influencia a nivel regional, como lo fue el Partido Social Cristiano en la provincia del Guayas, por lo que empezaron a surgir nuevos movimientos y partidos de oposición en reemplazo a los anteriores, surgiendo nuevas figuras como Mauricio Rodas y personajes antiguos que habían tenido un perfil bajo y participación ocasional en la política como Guillermo Lasso. Durante esta etapa, la izquierda radical y tradicional se retiró de la coalición de gobierno, uniéndose Pachakutik y el Movimiento Popular Democrático a la oposición, obteniendo el apoyo de personajes del primer período del correísmo como Alberto Acosta y Gustavo Larrea.
Las elecciones del 2013 representaron un costo de 95 millones $ para el Estado, según el presupuesto referencial que tiene listo el Consejo Nacional Electoral (CNE). La convocatoria para los comicios se dio el 18 de octubre de 2012. Las candidaturas se inscribieron hasta el 15 de noviembre. Los resultados definitivos serán dados a conocer antes del 13 de mayo de 2013 y un día después las respectivas acreditaciones.

## Etapa Prelectoral

### Reinscripción de Partidos y Movimientos
El 17 de agosto de 2012 venció el plazo para la inscripción de organizaciones políticas.
El presidente del Consejo Nacional Electoral (CNE), Domingo Paredes, denunció el viernes 27 de julio en la Fiscalía la falsificación de 293 firmas, algunas de las cuales pertenecían a funcionarios del organismo y que las organizaciones políticas habrían utilizado para la solicitud de inscripción o reinscripción.
Posteriormente el CNE hizo pública una aplicación con la cual los ciudadanos podían verificar si estaban afiliados a algún movimiento o partido político. Entonces cientos de ciudadanos denunciaron en redes sociales que nunca dieron su firma respaldando al partido o movimiento político mostrado en dicha aplicación. Se calcula que las denuncias superaron las 1.700.
Tras el escándalo de la inclusión de firmas falsas en el Consejo Nacional Electoral, de cara al próximo proceso electoral, Correa expresó que hubo movimientos políticos que no recogieron firmas y compraron bases de datos. El Presidente de la República, dijo que se trata de un "fraude colosal" que muestra la podredumbre de la clase política del Ecuador que deliberadamente ha caído en esta práctica.
Las firmas de respaldo de 43 grupos políticos calificados para las elecciones del 2013 fueron sometidas a una revisión manual en un 100 %. Luego de revisar el 100 % de las firmas de inscripción de las organizaciones políticas, se determinó que desde el 19 de octubre hasta el 15 de noviembre, un total 64 agrupaciones políticas provinciales y 12 nacionales pueden inscribir a sus candidatos.

### Aumento del bono de desarrollo humano
El aumento del bono de desarrollo humano fue un ofrecimiento político de los candidatos Lucio Gutiérrez y Guillermo Lasso.
A inicios de mayo de 2012 Lucio Gutiérrez ofreció subirlo a 50 $ sin una financiación clara mientras que Guillermo Lasso, candidato a la presidencia del Ecuador, lo hizo basándose en la reducción de gasto en la publicidad del sector público y calculó este aumento en 324 millones de dólares.
El presidente de la república, Rafael Correa, dijo semanas después que la inversión en publicidad oficial es de 8 a 12 millones de dólares y que como ya que existe consenso en el aumento del bono, se iba a aumentar a 50 $ desde enero de 2013 con las utilidades de la banca. El ofrecimiento de aumento con las utilidades de la banca fue apoyado por el candidato Lucio Gutiérrez mientras que otros sectores afines a la banca como Guillermo Lasso y Jaime Nebot -alcalde de Guayaquil- aunque estaban de acuerdo con su aumento no así con su forma de financiamiento. Otros sectores como la Asociación de Bancos Privados del Ecuador -ABPE- y el Comité Empresarial Ecuatoriano -CEE- rechazaron el ofrecimiento.
Guillermo Lasso, ante el desmentido por parte de Rafael Correa de que la propaganda oficial es de 300 millones, mostró partidas presupuestarias que sumaban ese valor, entonces el ministro de finanzas Patricio Rivera se prestó a aclarar las cifras diciendo que «el Gobierno, hasta el 24 de octubre de 2012, ha gastado 17 millones de dólares para difundir las acciones que realiza en medios de comunicación masivos. Si se incluyen otras plataformas, esa cifra sube en 6 millones de dólares y no 350 millones, como señala Guillermo Lasso.» además estableció que las partidas presupuestarias mostradas «nada tienen que ver con publicidad y propaganda, como: la emisión de cédulas, pasaportes, los textos escolares gratuitos que se entregan a las entidades públicas, campañas de vacunación, maternidad gratuita o programas [...] para niños con discapacidades».
Por su parte Lucio Gutiérrez aumentó su ofrecimiento de 50 $ a 80 $ en un principio y luego a 65 $ lo que lograría eliminando los enlaces ciudadanos y publicidad gubernamental -lo que ya ha sido catalogado por el oficialismo como irreal.
Finalmente la ley que permitiría el alza del bono fue aprobada, el 20 de noviembre de 2012, con 79 votos a favor, 5 en contra -César Montúfar, César Rodríguez, Fernando González, Cléver Jiménez y Rafael Dávila Egüez- y 10 abstenciones. Con esta ley, que financiaría el 54 % del alza del bono de desarrollo humano, se eliminan varios beneficios y excepciones que la banca obtuvo para su fortalecimiento durante la crisis económica mundial de 2008.

### Precandidaturas retiradas

#### Presidente
| Lista | Logo | Partido/Movimiento                                                     | Precandidato     | Fecha de Retiro         | Motivo de Retiro                                                                    |
| ----- | ---- | ---------------------------------------------------------------------- | ---------------- | ----------------------- | ----------------------------------------------------------------------------------- |
| 10    |      | Partido Roldosista Ecuatoriano                                         | Abdalá Bucaram   | 20 de noviembre de 2012 | Precandidato fuera del territorio ecuatoriano Endosa a candidatura de Nelson Zavala |
| 15    |      | Unidad Plurinacional de las Izquierdas: Movimiento Popular Democrático | Lenin Hurtado    | 1 de septiembre de 2012 | Pierden elecciones primarias de UPI Endosan candidatura de Alberto Acosta           |
| 18    |      | Unidad Plurinacional de las Izquierdas: Pachakutik                     | Salvador Quishpe | 1 de septiembre de 2012 | Pierden elecciones primarias de UPI Endosan candidatura de Alberto Acosta           |
| -     | -    | Unidad Plurinacional de las Izquierdas: Poder Popular                  | Paúl Carrasco    | 1 de septiembre de 2012 | Pierden elecciones primarias de UPI Endosan candidatura de Alberto Acosta           |
| -     | -    | Unidad Plurinacional de las Izquierdas: Socialismo Revolucionario      | Manuel Salgado   | 1 de septiembre de 2012 | Pierden elecciones primarias de UPI Endosan candidatura de Alberto Acosta           |
| -     | -    | Unidad Plurinacional de las Izquierdas: Participación                  | Gustavo Larrea   | 1 de septiembre de 2012 | Pierden elecciones primarias de UPI Endosan candidatura de Alberto Acosta           |

#### Vicepresidente
| Lista | Logo | Partido/Movimiento                                                     | Precandidato         | Fecha de Retiro         | Motivo de Retiro                     |
| ----- | ---- | ---------------------------------------------------------------------- | -------------------- | ----------------------- | ------------------------------------ |
| 15    |      | Unidad Plurinacional de las Izquierdas: Movimiento Popular Democrático | María Leonor Jiménez | 9 de noviembre de 2012  | Endosa candidatura de Marcia Caicedo |
| 21    |      | Movimiento CREO                                                        | Auki Tituaña         | 13 de noviembre de 2012 | Precandidato afiliado al MUPP        |

## Candidaturas
Los siguientes fueron los candidatos a Presidente y Vicepresidente inscritos oficialmente en el Consejo Nacional Electoral, detallando sus cargos más representativos y su lema de campaña.
Se específica el partido, movimiento o alianza política que patrocinaron a los candidatos como fueron inscritos en el Consejo Nacional Electoral, incluyendo además los partidos nacionales inscritos en el CNE que apoyaron las candidaturas, siendo estos ordenados de acuerdo al número de lista:
| Lista | Logo | Partido / Movimiento                                                                 | Presidente | Presidente                     | Cargos importantes                                      | Vicepresidente                    | Cargos importantes                                                          | Campaña                                          |
| ----- | ---- | ------------------------------------------------------------------------------------ | ---------- | ------------------------------ | ------------------------------------------------------- | --------------------------------- | --------------------------------------------------------------------------- | ------------------------------------------------ |
| 3     |      | Partido Sociedad Patriótica                                                          |            | Lucio Gutiérrez Borbúa (PSP)   | Presidente de la República (2003-2005)                  | Pearl Boyes Fuller (Ind.)         | Licenciada en Educación                                                     | Con la Fuerza del Pueblo                         |
| 7     |      | Partido Renovador Institucional Acción Nacional                                      |            | Álvaro Noboa Pontón (PRIAN)    | Asambleísta Constituyente Nacional (2007-2008)          | Annabella Azín Arce (PRIAN)       | Asambleísta Constituyente por Guayas (2007-2008)                            | Te Sacará de la Pobreza                          |
| 10    |      | Partido Roldosista Ecuatoriano                                                       |            | Nelson Zavala Avellán (Ind.)   | Pastor Evangélico                                       | Denny Cevallos Capurro (PRE)      | Diputada por Esmeraldas (2003-2007)                                         | Cuando los Justos Gobiernan, el Pueblo se Alegra |
| 15 18 |      | Unidad Plurinacional de las Izquierdas - Movimiento Popular Democrático - Pachakutik |            | Alberto Acosta Espinosa (Ind.) | Presidente de la 20º Asamblea Constituyente (2007-2008) | Marcia Caicedo Caicedo (Ind.)     | Consejera del Consejo Nacional Electoral (2008-2012)                        | El país que queríamos, Ahora sí!                 |
| 21    |      | Movimiento CREO                                                                      |            | Guillermo Lasso Mendoza (CREO) | Ministro Secretario de Economía (1999)                  | Juan Carlos Solines Moreno (Ind.) | Presidente Ejecutivo del Consejo Nacional de Telecomunicaciones (2005-2007) | Ya Viene el Otro Ecuador                         |
| 23    |      | Movimiento SUMA                                                                      |            | Mauricio Rodas Espinel (SUMA)  | Abogado                                                 | Inés Manzano Díaz (Ind.)          | Subsecretaria de Calidad Ambiental (2002-2003)                              | Nuevo es Mejor                                   |
| 25    |      | Ruptura 25                                                                           |            | Norman Wray Reyes (R25)        | Asambleísta Constituyente Nacional (2007-2008)          | Angela Mendoza Castro (Ind.)      | Asesora de Pesca                                                            | Vota por Ti                                      |
| 35    |      | Alianza PAIS                                                                         |            | Rafael Correa Delgado (PAIS)   | Presidente de la República (2007-2017)                  | Jorge Glas Espinel (PAIS)         | Ministro Coordinador de Sectores Estratégicos (2010-2012)                   | Ya Tenemos Presidente                            |

### Apoyos partidistas a candidatos presidenciales
| Lista | Partido                                         | Coalición                              | Candidato(a) presidencial (partido) |
| ----- | ----------------------------------------------- | -------------------------------------- | ----------------------------------- |
| 3     | Partido Sociedad Patriótica                     | N/A                                    | Lucio Gutiérrez Borbúa              |
| 7     | Partido Renovador Institucional Acción Nacional | N/A                                    | Álvaro Noboa Pontón                 |
| 10    | Partido Roldosista Ecuatoriano                  | N/A                                    | Nelson Zavala Avellán               |
| 15    | Movimiento Popular Democrático                  | Unidad Plurinacional de las Izquierdas | Alberto Acosta Espinosa             |
| 18    | Pachakutik                                      | Unidad Plurinacional de las Izquierdas | Alberto Acosta Espinosa             |
| 21    | Movimiento CREO                                 | N/A                                    | Guillermo Lasso Mendoza             |
| 6     | Partido Social Cristiano                        | No participa                           | Guillermo Lasso Mendoza             |
| 23    | Movimiento SUMA                                 | N/A                                    | Mauricio Rodas Espinel              |
| 25    | Movimiento Ruptura                              | N/A                                    | Norman Wray Reyes                   |
| 35    | Alianza PAIS                                    | N/A                                    | Rafael Correa Delgado               |
| 17    | Partido Socialista Frente-Amplio                | No participa                           | Rafael Correa Delgado               |
| 8     | Partido Avanza                                  | No participa                           | Rafael Correa Delgado               |

## Campaña Electoral
La campaña electoral fue tranquila, sin sorpresas, ya que el presidente Correa se encontraba en el apogeo de su popularidad, dominando las encuestas e intención de voto durante toda la etapa preelectoral y electoral, complementado por la descomposición de la oposición, siendo la mayoría de sus contrincantes nuevas figuras que debutaban en la política activa. Los discursos de campaña se enfocaron en: radicalizar la revolución ciudadana para poder implementar los cambios políticos y sociales con mayor agilidad; o realizar un cambio político enfocando en restablecer las libertades políticas, económicas e individuales. El Parlamento autorizó una licencia de 30 días para Correa, quien encargó su cargo al vicepresidente Lenín Moreno del 15 de enero y el 14 de febrero para dedicarse a hacer proselitismo.
En la campaña la oposición también ofreció aumentar el bono de desarrollo humano, lo cual aprobó e implementó Correa previo a las elecciones y que se reestablezca la venta de licor en los días domingo. Los binomios presidenciales fueron:

### Rafael Correa - Alianza PAIS, Lista 35
El presidente de la República, Rafael Correa, en un inicio presentó dudas sobre si postularse como candidato, notando que necesitaba el respaldo de su familia para presentarse a la reelección, la cual obtuvo. Fue elegido de forma unánime como candidato presidencial en la Convención nacional de Alianza PAIS, seleccionando personalmente y de forma sorpresiva al ministro coordinador de sectores estratégicos, Jorge Glas como candidato a vicepresidente, reemplazando a Lenin Moreno quién no deseó presentarse a la reelección, lo cual causó malestar en algunos sectores del movimiento, pero sin embargo fue elegido por la convención nacional para la candidatura.
Su campaña se centró en promover los logros de su gobierno, utilizando cuñas bien elaboradas y creativas, particularmente la cuña "La Bicicleta", exponiendo el proyecto para el nuevo período en el cual se buscaba radicalizar la revolución para poder volver irreversibles los cambios políticos implementados durante su gobierno, brindando mayor énfasis en la revolución del sector industrial y energéticos, motivo por el cual escogió a Glas como campañero de fórmula, prometiendo convertir al país en potencia energética, proporcionando prioridad a la industria nacional, convirtiendo a futuro la exportación de energía limpia y renovable como principal ingreso económico productivo del país.
Su eslogan fue "Ya Tenemos Presidente, Tenemos a Rafael". Recibió el apoyo del Partido Socialista-Frente Amplio y del Partido Avanza. El presidente Correa se dedicó a hacer campaña sin tomar en cuenta a los demás candidatos, no presentándose a los debates electorales, triunfando fácilmente y obteniendo su segunda reelección.
Correa es el primer presidente del Ecuador en ser reelecto de forma consecutiva por segunda ocasión.

### Guillermo Lasso - Movimiento CREO, Lista 21
Guillermo Lasso, expresidente ejecutivo del Banco de Guayaquil, fue el principal contrincante de Correa en las elecciones. Fundó el Movimiento CREO, de ideología liberal conservadora, que recogió a varios políticos del extinto partido UNO. Recibió el apoyo del Partido Social Cristiano. Su candidato a vicepresidente fue Juan Carlos Solines, abogado especializado en telecomunicaciones, quién ejerció como asesor de telecomunicaciones y asistente personal en el gobierno de Sixto Durán Ballén y entre el 2005 y el 2007 fue presidente ejecutivo del Consejo Nacional de Telecomunicaciones (Conatel).
Inicialmente CREO había seleccionado a Auki Tituaña, exalcalde de Cotacachi como binomio, pero renunció a la postulación al haber problemas en su desafilición de su partido anterior, Pachakutik. Lasso comenzó contratando spots publicitarios en los medios de comunicación y publicando dos libros sobre su pensamiento político meses antes de las elecciones para introducir y presentar su imagen al país, ya que era un desconocido en la política a pesar de haber sido superministro de economía y gobernador del Guayas durante la presidencia de Jamil Mahuad.
Su discurso consistió principalmente comunicar la necesidad del restablecimiento de las libertades individuales en todos los aspectos, económicos, políticos, etc. y reducir el gasto estatal por ser insostenible, enfocándose en los valores familiares. Su eslogan fue "Ya Viene el Otro Ecuador". La candidatura de Lasso fue fuertemente criticada por los oficialistas, quienes lo acusaron de ser responsable del feriado bancario por haber sido superministro de Mahuad, negando esto el candidato explicando que su paso por el ministerio de economía fue breve y que fue posterior a la crisis financiera. Luego de publicados los resultados, Lasso se declaró el líder de la oposición al gobierno de Correa.

### Lucio Gutiérrez - Partido Sociedad Patriótica, lista 3
El expresidente Lucio Gutiérrez se postuló nuevamente, utilizando el mismo discurso de las elecciones del 2009 agregando un tono religioso enfocado en atraer al electorado de religión cristiana, seleccionando como binomio a Pearl Boyes Fuller, exreina de belleza de Manabí, activista social de fe evangélica, obteniendo pobres resultados, ya que la influencia de su partido se había disminuido drásticamente por su pobre oposición en el período previo, por lo que obtuvo el tercer lugar, manteniendo una votación sólida únicamente en la Amazonía, su región de origen y bastón político. Inicialmente intentó forjar una alianza con Álvaro Noboa para poder tener mayor oportunidades, pero no se concretó.

### Mauricio Rodas - Movimiento SUMA, lista 23
Mauricio Rodas, abogado quiteño sin participación política o pública previa, creó el movimiento miniatura y se inscribió como candidato, siendo el último en hacerlo. Su campaña se basó en promover nuevos cuadros, con el eslogan "Nuevo es Mejor", enfocándo su trabajo en los jóvenes, no posicionándose en ningún espectro político, explicando que su movimiento cree en el gobierno responsable y promovmiendo una nueva forma de hacer política. Su binomio fue Inés Manzano, abogada guayaquileña especializada en derecho ambiental. Obtuvo sorpresivamente el cuarto lugar.

### Álvaro Noboa - PRIAN, lista 7
El empresario y líder del PRIAN, Álvaro Noboa, se inscribió como candidato presidencial por el PRIAN por quinta vez, mientras enfrentaba una acusación del Servicio de Rentas Internas por una deuda de Bananera Noboa que supera los 200 millones de dólares por impuestos no pagados, atrasados del año 2005. Utilizó el mismo discurso de sus campañas anteriores, enfocado en esta ocasión sobre su facilidad para obtener ganancias económicas, lo cual lo califica para mejorar la economía del país, siendo su eslogan "Alvaro Noboa te sacará de la pobreza".
Candidateó además a personajes de televisión y escogió como binomio a su esposa, la doctora Anabella Azín, exdiputada del Congreso Nacional. Obtuvo muy malos resultados, confirmando que su partido perdió influencia política al no obtener ningún asambleísta. Inicialmente intentó establecer una alianza con Lucio Gutiérrez para conformar un binomio, pero no se concretó. Con esta candidatura, Noboa igualó al expresidente Rodrigo Borja como la persona con más candidaturas presidenciales en la historia, con 5 por detrás de José María Velasco Ibarra como la persona con más candidaturas presidenciales en la historia, con 6.

### Alberto Acosta - Unión Plurinacional de las Izquierdas, lista 15 - 18
Los partidos de izquierda de oposición, el Movimiento Popular Democrático y Pachakutik conformaron la alianza: Unidad Plurinacional de las Izquierdas junto con movimientos no inscritos de personajes antiguos de izquierda como Montecristi Vive, Partido Participación y RED, la cual en septiembre de 2012 realizó sus elecciones primarias, eligiendo a Alberto Acosta Espinosa, exmilitante de Alianza país y expresidente de la Asamblea Nacional Constituyente, como candidato presidencial, siendo su candidata a la vicepresiencia la abogada Marcia Caicedo, exintegrante del Consejo Nacional Electoral. Su campaña se enfocó en la Sierra, con el discurso de restablecer los estatutos, proyectos e ideales del inicio de la revolución ciudadana. Obtuvo malos resultados y significó una pérdida de influencia en el país de Pachakutik.

### Norman Wray - Ruptura 25, lista 25
El movimiento Ruptura 25, ex aliado de Correa, inscribió a Norman Wray, exconcejal de Quito y ex-asambleísta constituyente, como candidato. Su campaña fue inusual, utilizando cuñas artísticas de estilo surrealista, con la participación de artistas del país, en particular el cineasta Sebastián Cordero Su binomio fue Ángela Mendoza, educadora manabita. Su discurso fue progresista, feminista y a favor de la ampliación de los derechos de los grupos GLBT, obtuvo el penúltimo lugar, siendo la primera y última elección en la que participó su movimiento antes de ser eliminado del registro.

### Nelson Zavala - Partido Roldosista Ecuatoriano, lista 10
El Partido Roldosista Ecuatoriano, liderado por Abdalá Bucaram Pulley, intentó inscribir a su padre, el expresidente Abdalá Bucaram Ortiz como candidato a la Presidencia, lo cual fue rechazado por el CNE porque Bucaram no estuvo presente para inscribir su candidatura, violando el reglamento, siendo sustituido por el pastor evangelista Nelson Zavala, quién tuvo una polémica campaña basada en su religión, enfocándose en la restitución de los valores familiares tradicionales. Su binomio fue Denny Cevallos, asambleísta alterna por el PRE. Obtuvo el último lugar que precipitó el fin del PRE.

## Controversias
Luego de las elecciones presidenciales, Nelson Zavala, un pastor evangélico y el candidato presidencial que quedó en último lugar en las votaciones, fue sentenciado por una corte electoral a pagar más de 3000 $ en multas por proferir comentarios homofóbicos. La corte también le prohibió ser candidato a cualquier dignidad o afiliarse a ningún partido político por un plazo de un año. Durante la campaña, Zavala llamó a las personas LGBT «pecadoras» e «inmorales», y dijo que sufrían de una "severa desviación de la conducta". Activistas LGBT aplaudieron el veredicto, que aseveraron marcaba un precedente. Zavala apeló el fallo, pero el veredicto fue ratificado en última instancia el 19 de marzo de 2013.

## Acusaciones de Irregularidades

### Acusaciones de campaña sucia
En enero de 2013 el movimiento CREO denunció ante el Consejo Nacional Electoral la existencia de una campaña sucia en contra de su candidato usando recursos públicos con el fin de favorecer a Correa. La campaña sucia denunciada por CREO se habría realizado a través de medios digitales y televisoras incautadas por el Estado ecuatoriano.
Asimismo CREO presentó el 4 de febrero una denuncia en contra de Alianza PAIS, al que acusó de recibir recursos del Partido Socialista Unido de Venezuela (PSUV) para su campaña electoral en ese país.

### Acusación de publicación de encuesta falsa
A inicios de febrero fue publicada una supuesta encuesta de preferencias electorales elaborada por la empresa Market en la página web de la agencia de noticias estatal ecuatoriana ANDES, en los diarios estatales El Telégrafo y El Ciudadano, así como difundida en los canales de televisión incautados por el Estado ecuatoriano Gama TV y TC Televisión. Dicha encuesta daba la victoria al candidato-presidente Rafael Correa con una amplia diferencia frente al segundo más opcionado Guillermo Lasso y los demás candidatos, así también daba una amplia ventaja a los candidatos del partido de gobierno a la Asamblea Nacional. La empresa Market indicó en un comunicado de prensa que no ha entregado ningún tipo de información a los medios estatales señalados y que tal encuesta es falsa.

## Sondeos de intención de voto
| Fecha    | Encuestadora         | Rafael Correa | Guillermo Lasso | Lucio Gutiérrez | Alberto Acosta | Álvaro Noboa | Mauricio Rodas | Norman Wray | Nelson Zavala |
| -------- | -------------------- | ------------- | --------------- | --------------- | -------------- | ------------ | -------------- | ----------- | ------------- |
| 03/08/10 | CEDATOS              | 38 %          | -               | 19 %            | -              | 2,9 %        | -              | -           | -             |
| 22/10/11 | CEDATOS              | 40 %          | 2,6 %           | 5 %             | -              | 3,1 %        | -              | -           | -             |
| 13/11/11 | Perfiles de Opinión  | 48,9 %        | -               | 3,5 %           | 6,9 %          | 3,6 %        | -              | -           | -             |
| 16/03/12 | CMS                  | 48,56 %       | 4,60 %          | 8,09 %          | -              | 6,98 %       | 0,52 %         | -           | -             |
| 14/04/12 | Opinión Pública      | 39 %          | -               | 6 %             | -              | 3 %          | -              | -           | -             |
| 29/04/12 | Perfiles de Opinión  | 50 %          | 1 %             | 4 %             | 4 %            | 3 %          | -              | -           | -             |
| 31/05/12 | Perfiles de Opinión  | 52 %          | 6 %             | 3 %             | 2 %            | 4 %          | 1 %            | -           | -             |
| 15/07/12 | Informe Confidencial | 50 %          | 17 %            | 8 %             | 3 %            | 4 %          | 1 %            | -           | -             |
| 04/08/12 | Opinión Pública      | 43 %          | 7 %             | 5 %             | 2 %            | 4 %          | -              | -           | -             |
| 05/08/12 | Perfiles de Opinión  | 53,4 %        | 14,4 %          | 3,3 %           | 4,9 %          | 6,7 %        | -              | -           | -             |
| 16/08/12 | CMS                  | 41,75 %       | 15,82 %         | 8,22 %          | 6,55 %         | 5,72 %       | -              | -           | -             |
| 18/08/12 | Opinión Pública      | 44 %          | 8 %             | 4 %             | 2 %            | 3 %          | -              | -           | -             |
| 27/08/12 | CEDATOS              | 38 %          | 11 %            | 6 %             | 4 %            | 3 %          | -              | -           | -             |
| 08/09/12 | Opinión Pública      | 44 %          | 9 %             | 5 %             | 2 %            | 2 %          | 0 %            | -           | -             |
| 16/09/12 | Informe Confidencial | 48 %          | 18 %            | 8 %             | 5 %            | 4 %          | -              | -           | -             |
| 18/09/12 | CMS                  | 48 %          | 10 %            | 6 %             | -              | 2 %          | -              | -           | -             |
| 26/09/12 | Perfiles de Opinión  | 55,5 %        | 11,4 %          | 6,5 %           | 3,8 %          | 2,7 %        | 0,2 %          | -           | -             |
| 30/09/12 | Perfiles de Opinión  | 61,7 %        | 12,6 %          | 3,6 %           | 2,6 %          | 1,8 %        | -              | -           | -             |
| 07/10/12 | CEDATOS              | 44 %          | 18 %            | 6,9 %           | 6,5 %          | 2,3 %        | -              | -           | -             |
| 09/10/12 | CMS                  | 47,08 %       | 11,03 %         | 3,43 %          | 4,54 %         | 2,57 %       | -              | -           | -             |
| 15/10/12 | CIEES                | 51 %          | 13 %            | 8 %             | 7 %            | 5 %          | 1 %            | -           | -             |
| 22/10/12 | Market               | 38 %          | 24 %            | 11 %            | 3 %            | 4 %          | -              | -           | -             |
| 27/10/12 | Opinión Pública      | 54 %          | 16 %            | 5 %             | 4 %            | -            | -              | -           | -             |
| 30/10/12 | Market               | 40,20 %       | 23,19 %         | 15,02 %         | 6,40 %         | 4,31 %       | -              | -           | -             |
| 30/10/12 | Market               | 41,57 %       | 29,15 %         | -               | 8,63 %         | 4,54 %       | -              | -           | -             |
| 31/10/12 | CEDATOS              | 46 %          | 19 %            | 8 %             | 7 %            | 2 %          | -              | -           | -             |
| 10/11/12 | Opinión Pública      | 50,5 %        | 15,2 %          | 4,6 %           | 3,2 %          | 2,4 %        | 0,3 %          | 0,1 %       | -             |
| 14/11/12 | Market               | 39 %          | 25 %            | 13 %            | 6 %            | 2 %          | -              | -           | -             |
| 19/11/12 | Perfiles de Opinión  | 56 %          | 15 %            | 7 %             | 4 %            | 3 %          | -              | -           | -             |
| 28/11/12 | Opinión Pública      | 51,2 %        | 14,9 %          | 5,4 %           | 3,7 %          | 1,8 %        | 0,4 %          | 0,3 %       | 0,1 %         |
| 29/11/12 | CEDATOS              | 53 %          | 22 %            | 10 %            | 8 %            | 2 %          | 1 %            | 2 %         | 2 %           |
| 01/12/12 | Opinión Pública      | 51,2 %        | 13,8 %          | 3,1 %           | 4,7 %          | 2,2 %        | 0,5 %          | 0,4 %       | 0,4 %         |
| 14/12/12 | Perfiles de Opinión  | 62,8 %        | 10,7 %          | 4,1 %           | 2,8 %          | 2,1 %        | 0,2 %          | 0,3 %       | 0,2 %         |
| 15/12/12 | Opinión Pública      | 51,2 %        | 14,7 %          | 6 %             | 3,5 %          | 3,6 %        | 0,7 %          | 0,9 %       | 0,2 %         |
| 21/12/12 | Perfiles de Opinión  | 60,6 %        | 11,2 %          | 4,5 %           | 3,5 %          | 1,8 %        | 0,3 %          | 0,2 %       | 0,2 %         |
| 06/01/13 | CIEES                | 53,3 %        | 14,95 %         | 8,85 %          | 2.4 %          | 8,45 %       | 0,55 %         | 0,2 %       | 0,35 %        |
| 10/01/13 | Opinión Pública      | 56,7 %        | 12,1 %          | 4,4 %           | 3,4 %          | 2 %          | 0,5 %          | 0,3 %       | 0,6 %         |
| 13/01/13 | CMS                  | 47,65 %       | 7,98 %          | 1,44 %          | 1,57 %         | 0,80 %       | 0,42 %         | 0,40 %      | 0,34 %        |
| 18/01/13 | Market               | 49 %          | 18 %            | 12 %            | 6 %            | 4 %          | 1 %            | 2 %         | 2 %           |
| 23/01/13 | Perfiles de Opinión  | 63 %          | 9 %             | 4 %             | 2 %            | 2 %          | 1 %            | 1 %         | 1 %           |
| 26/01/13 | Opinión Pública      | 55,9 %        | 12,9 %          | 5,2 %           | 4,4 %          | 2,3 %        | 1,9 %          | 1,3 %       | 0,6 %         |
| 02/02/13 | CIEES                | 53,1 %        | 19,5 %          | 6,9 %           | 5,2 %          | 4,3 %        | 2,1 %          | 2,7 %       | 3 %           |
| 05/02/13 | ARCOP                | 37,5 %        | 29,5 %          | 6,5 %           | 4,5 %          | 2 %          | 1,5 %          | 0 %         | 1 %           |
| 06/02/13 | CMS                  | 48,18 %       | 9,98 %          | 2,05 %          | 1,87 %         | 0,85 %       | 1,36 %         | 0,53 %      | 0,36 %        |
| 07/02/13 | Perfiles de Opinión  | 61,5 %        | 9,2 %           | 3,8 %           | 2,5 %          | 1,6 %        | 1,3 %          | 0,6 %       | 0,6 %         |
| 16/02/13 | Market               | 64,1 %        | 16,4 %          | 7,3 %           | 4,5 %          | 3,6 %        | 2,5 %          | 0,8 %       | 0,9 %         |

## Sondeos a boca de urna
| Fecha    | Encuestadora | Rafael Correa | Guillermo Lasso | Lucio Gutiérrez | Alberto Acosta | Álvaro Noboa | Mauricio Rodas | Norman Wray | Nelson Zavala |
| -------- | ------------ | ------------- | --------------- | --------------- | -------------- | ------------ | -------------- | ----------- | ------------- |
| 17/02/13 | CEDATOS      | 61,5 %        | 20,9 %          | 6,0 %           | 2,9 %          | 3,5 %        | 3,1 %          | 1,0 %       | 1,1 %         |
| 17/02/13 | CIEES        | 58,8 %        | 23,1 %          | 5,5 %           | 3,0 %          | 3,6 %        | 3,3 %          | 1,4 %       | 1,3 %         |

## Resultados
|  | 57.17 % |

|  | 22.68 % |

|  | 6.73 % |

|  | 3.90 % |

|  | 3.72 % |

|  | 3.26 % |

|  | 1.31 % |

|  | 1.23 % |

|  | 100 % |